# Kurzweil Music Systems
Kurzweil Music Systems produce sintetizadores, pianos eléctricos, altavoces, micrófonos y unidades de efectos. Fue fundada en 1982 por Raymond Kurzweil, que desempeñó un papel clave en el desarrollo de los instrumentos, y Stevie Wonder.  Kurzweil Music Systems fue adquirida por Young Chang Akki Co. Ltd. en Incheon (Corea) en 1990 y Hyundai Development Company (HDC) adquirió a Young Chang en 2006. En enero de 2007 nombró a Raymond Kurzweil Director de Estrategia de Kurzweil Music Systems, los instrumentos se siguen desarrollando en Estados Unidos.

## Productos
Kurzweil K250 era el primer producto de la compañía, un sintetizador polifónico de 88 y 12 notas basado en muestras. En la feria NAMM de verano de 1983 Kurzweil realizó presentaciones privadas del prototipo del Kurzweil 250. Finalmente, el Kurzweil K250 se presentó durante la feria NAMM Winter Music & Sound Market de 1984 y se fabricó hasta 1990. La configuración básica consistía en 2 MB de ROM, 12 voces y un teclado ponderado de 88 teclas. La unidad de cálculo era un procesador Motorola 68000 de 10 MHz/32 bits. También estaba disponible el entonces nuevo estándar MIDI. También existía una versión para rack, el K250RMX. Toda la electrónica estaba alojada en una placa base en forma de cajón. Con el Kurzweil K250, no sólo tenías la opción de utilizar las muestras incluidas, sino también de crear las tuyas propias.
El K250 fue el primer generador de sonido totalmente electrónico que podía reproducir muestras sin unidad de disco. En su lugar, utilizaba una memoria de sólo lectura (ROM) integrada. El K250 fue la base de muchos teclados de la década de 1980. Fue uno de los primeros pianos electrónicos en los que los pianistas eran incapaces de distinguir el sonido sintético del real.Además de Stevie Wonder, el Kurzweil K250 fue utilizado por músicos como Eric Clapton, Chick Corea, Richard Wright y Keith Emerson.
Kurzweil recibió un Grammy Técnico el 8 de febrero de 2015, concretamente por su invención del K250.
Los teclados Kurzweil K1000 y K1200 pueden considerarse sucesores del K250, ya que utilizan las mismas muestras que éste.